# پیخائو (کیندیو)
پیخائو (انگلیسی: Pijao, Quindío) یک منطقه مسکونی در کلمبیا است.